# Gefleckter Wollschweber
Der Gefleckte Wollschweber (Bombylius discolor) ist eine Insektenart aus der Familie der Wollschweber und überwiegend in Europa verbreitet.

## Merkmale
Die Körperlänge beträgt 10–16 mm. Der nach vorne stehende Saugrüssel kann bis zu 10 mm lang werden. Der gedrungene Körper ist mit einer braunen und schwarzen, dichten Behaarung besetzt. Die Unterseite und der hintere Teil des Abdomens sind dunkel behaart. Der Habitus erinnert an Hummeln, Wollschweber gehören aber zu den Fliegen. Auf den sonst transparenten Flügeln befinden sich schwarze Flecken, die der Art ihren Namen gegeben haben. Der Vorderrand der Flügel ist verdunkelt. Der Standflug („auf der Stelle fliegen“) der Art erinnert an Schwebfliegen. Durch die langen, dünnen Beine lassen sich Wollschweber gut von Bienen unterscheiden, außerdem haben sie nur zwei Flügel, da die Hinterflügel wie bei allen Zweiflüglern zu Halteren umgeformt sind. 
Eine ähnliche Art ist der Große Wollschweber, der jedoch kleiner ist und keine Flecken auf den Flügeln aufweist. Eine weitere ähnliche Art stellt Bombylius medius dar. Diese besitzt ebenfalls gefleckte Flügel, ist jedoch auf der Unterseite und dem Hinterrand des Abdomens hell behaart.

## Verbreitung und Lebensraum
Die Art ist weit verbreitet in Mittel-, Süd- und Osteuropa und kommt überdies auch in Westasien und Nordafrika vor. In Kalifornien wurde die Art eingeschleppt. Die nördlichsten Vorkommen liegen im Süden von Großbritannien, in Belgien, den Niederlanden und Mitteldeutschland, nördlich bis in die südlichen Bereiche des Norddeutschen Tieflands. Im Westen des Verbreitungsgebietes kommt die Art außerdem auf der Iberischen Halbinsel, in Marokko, Frankreich, der Schweiz und Italien vor. Weiter östlich findet sie sich in Österreich, der Slowakei und südlich davon auf der Balkanhalbinsel bis in die westliche Türkei. In Nordosteuropa gibt es außerdem Nachweise aus Estland, Litauen, der Ukraine und Russland, östlich bis etwas über die Wolga hinaus.
Die Art findet sich in Kulturland, an Weg- und Waldrändern, in Laubwäldern, Steinbrüchen, Gärten und Macchie. Bevorzugt werden offene Landschaften mit trockenen Böden, in denen verschiedene Bienenarten ihre Nester bauen und ein Angebot an nektarhaltigen Pflanzen vorhanden ist.

## Lebensweise
Zwischen April und Juni kann man adulte Exemplare häufig dabei beobachten, wie sie auf der Suche nach Nektar Blüten anfliegen. Weibchen tarnen ihre Eier mit Sand und legen diese an den Nestern von solitären Bienenarten ab. Die schlüpfenden Larven suchen das Innere der Nester auf und ernähren sich dann parasitoid von den Bienenlarven. Zu den Wirtsarten ist wenig bekannt, vermutlich werden aber unter anderem Sandbienen parasitiert, wie die Gemeine Sandbiene und die Graue Sandbiene. Auch über die Nahrungspflanzen der Art ist wenig bekannt, Nachweise gibt es aber für Primeln, Vergissmeinnicht und Blaukissen.

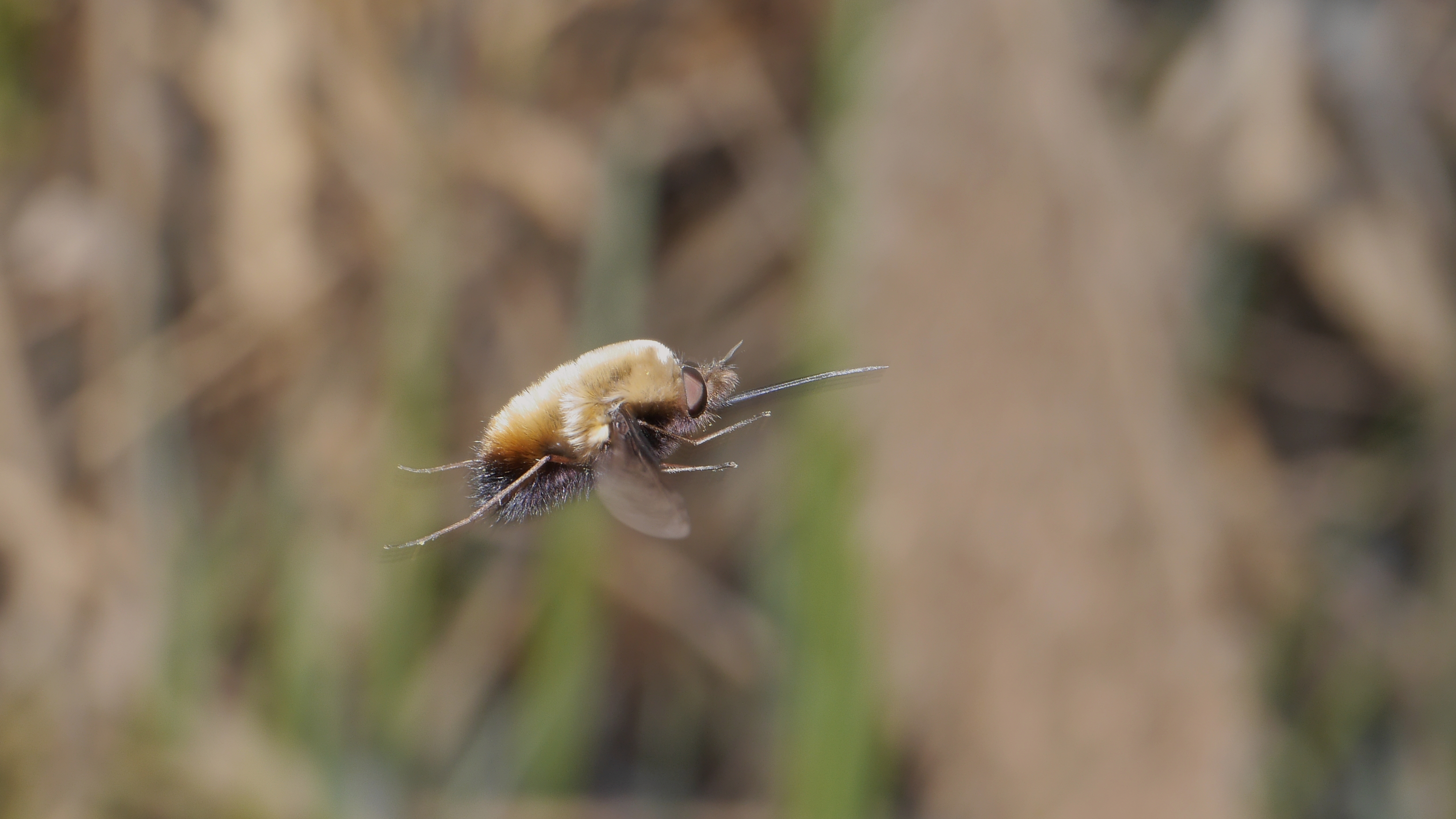
Ein Exemplar im Flug
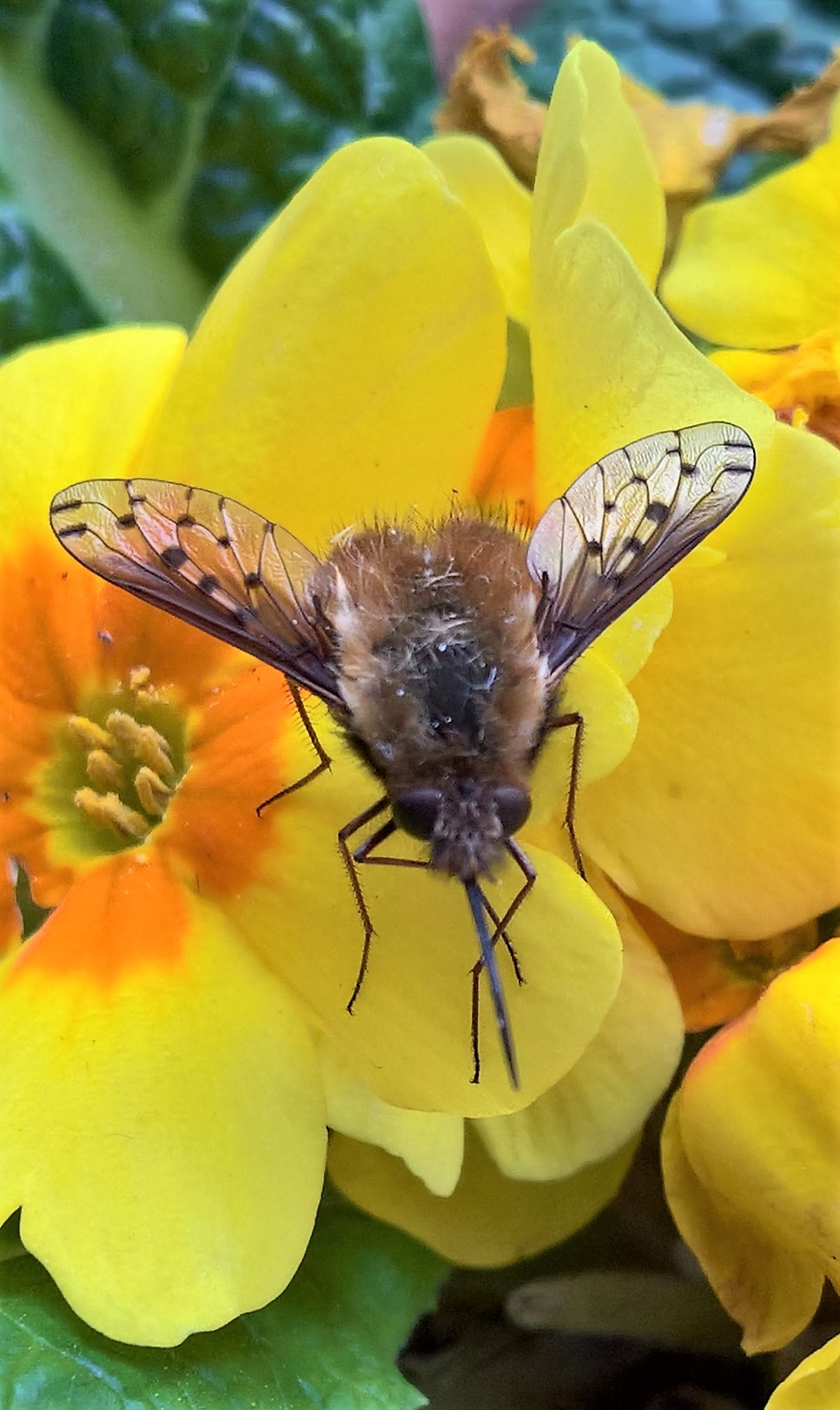
Frontalansicht
Ein Weibchen bei der Eiablage